# Condom-d'Aubrac
Pour les articles homonymes, voir Condom.
Condom-d'Aubrac est une commune française, située dans le département de l'Aveyron en région Occitanie.

## Géographie

### Localisation
Le village de Condom-d'Aubrac est situé dans le Massif central en Aubrac, à l'ouest de Saint-Chély-d'Aubrac et au sud de Laguiole. Au nord-est se trouve la Croix-des-Trois- Évêques qui commémore le concile qui se tint au mont-Hélanus au VIe siècle.
Le village est sur une hauteur bordée à l'est par une boralde qui descend du bois de Rigambal (appelée en cet endroit le Ruisseau des Brasses) et vient former après réunion avec deux autres affluents un cours d'eau appelé Boralde Flaujaguèse. Celui-ci arrose l'abbaye de Bonneval avant de rejoindre Flaujac et de se jeter dans le Lot avant Espalion.
Les principaux hameaux de la commune sont Salgues, Aunac, Le Cros, Lasbros.
Le plateau central de l'Aubrac aveyronnais a été classé en zone Natura 2000, Condom-d'Aubrac en fait partie,.

### Communes  limitrophes
Les communes limitrophes sont  Castelnau-de-Mandailles, Curières, Espalion, Le Cayrol, Montpeyroux, Saint-Chély-d'Aubrac, Saint-Côme-d'Olt et Saint-Urcize.

### Hydrographie

#### Réseau hydrographique

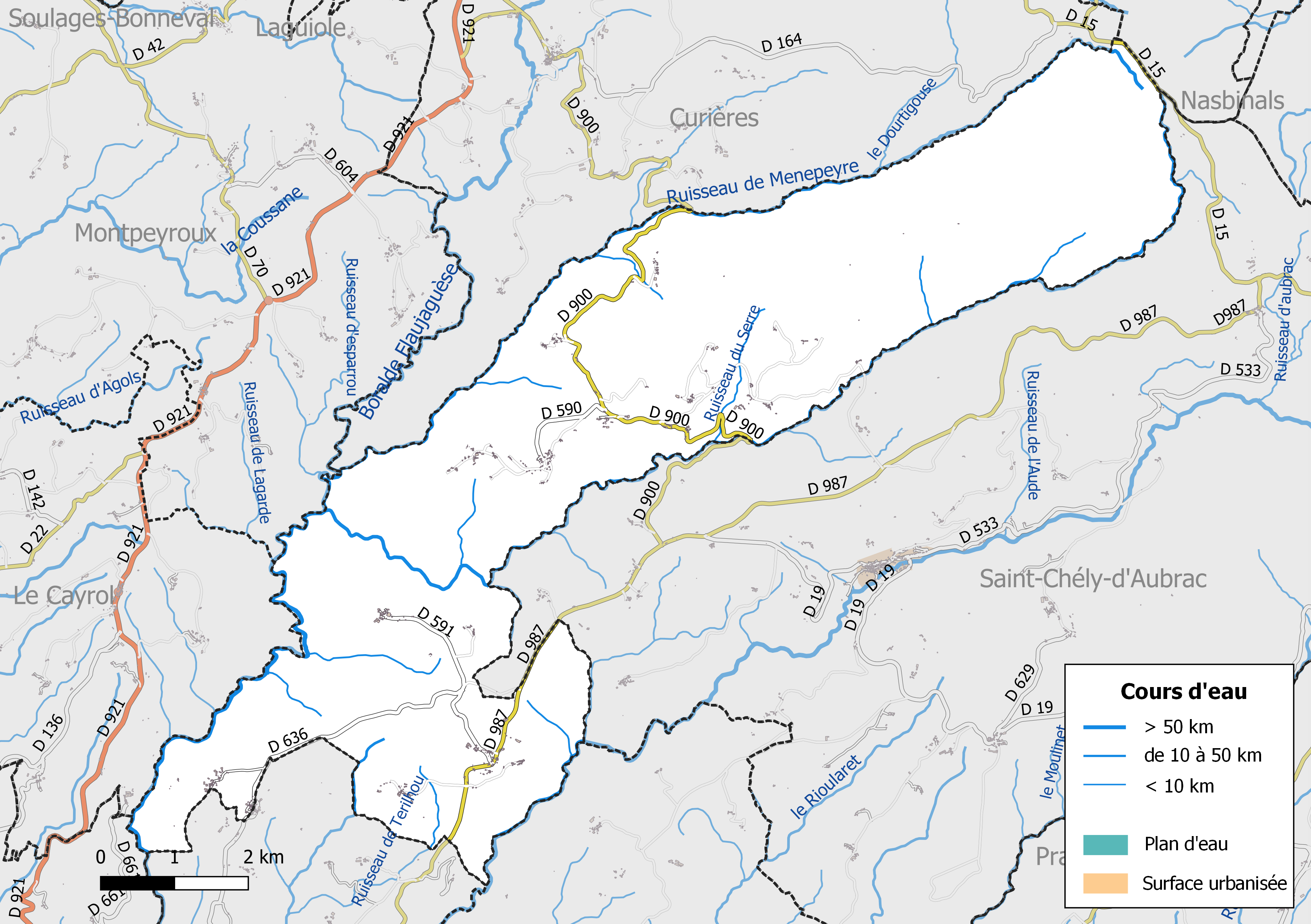
Réseaux hydrographique et routier de Condom-d'Aubrac.

La commune est drainée par la Boralde de Saint-Chély-d'Aubrac, la Boralde Flaujaguèse, la Boralde de Condom, le Ruisseau de Menepeyre, le ruisseau de la Boraldette, le ruisseau Boralde d'Aunac, le ruisseau de Condom, le ruisseau de Terilhou, le ruisseau du Serre et par divers petits cours d'eau.
La Boralde de Saint-Chély-d'Aubrac, d'une longueur totale de 25,2 km, prend sa source dans la commune de Prades-d'Aubrac et se jette  dans le Lot à Saint-Côme-d'Olt, après avoir arrosé 5 communes.
La Boralde Flaujaguèse, d'une longueur totale de 29,3 km, prend sa source dans la commune de Curières et se jette  dans le Lot à Saint-Côme-d'Olt, après avoir arrosé 6 communes.
La Boralde de Poujade, d'une longueur totale de 17,2 km, prend sa source dans la commune de Condom-d'Aubrac et se jette  dans la Boralde Flaujaguèse dans la même commune.
Le Ruisseau de Menepeyre, d'une longueur totale de 14,2 km, prend sa source dans la commune de Condom-d'Aubrac et se jette  dans la Boralde Flaujaguèse à Condom-d'Aubrac, après avoir arrosé 2 communes.

#### Gestion des cours d'eau
Afin d’atteindre le bon état des eaux imposé par la Directive-cadre sur l'eau du 23 octobre 2000, plusieurs outils de gestion intégrée s’articulent à différentes échelles pour définir et mettre en œuvre un programme d’actions de réhabilitation et de gestion des milieux aquatiques : le SDAGE (Schéma directeur d'aménagement et de gestion des eaux), à l’échelle du bassin hydrographique, et le SAGE (Schéma d'aménagement et de gestion des eaux), à l’échelle locale. Ce dernier fixe les objectifs généraux d’utilisation, de mise en valeur et de protection quantitative et qualitative des ressources en eau superficielle et souterraine. Trois SAGE sont mis en oeuvre dans le département de l'Aveyron.
La commune fait partie du SAGE Lot amont, approuvé le 15 décembre 2015, au sein du SDAGE Adour-Garonne. Le périmètre de ce SAGE concerne le bassin d'alimentation du Lot depuis sa source jusqu'à Entraygues-sur-Truyère dans l'Aveyron, où il reçoit la Truyère en rive droite. Il couvre ainsi 91 communes, sur deux départements (Lozère et Aveyron) et 2 régions – une superficie de 2 616 km2 et 1 400 km de cours d'eau permanents auxquels s'ajoutent jusqu'à 576 km de cours d'eau temporaires,. Le pilotage et l’animation du SAGE sont assurés par le Syndicat mixte Lot-Dourdou (SMLD), qualifié de « structure porteuse ». Cet organisme a été créé le 1er janvier 2014 par rapprochement de trois syndicats de rivières et est constitué de quatorze communautés de communes.

### Climat
Pour des articles plus généraux, voir Climat de l'Occitanie et Climat de l'Aveyron.
En 2010, le climat de la commune est de type climat de montagne, selon une étude s'appuyant sur une série de données couvrant la période 1971-2000. En 2020, Météo-France publie une typologie des climats de la France métropolitaine dans laquelle la commune est exposée à un climat de montagne et est dans la région climatique Sud-est du Massif Central, caractérisée par une pluviométrie annuelle de 1 000 à 1 500 mm, minimale en été, maximale en automne.
Pour la période 1971-2000, la température annuelle moyenne est de 9 °C, avec une amplitude thermique annuelle de 15,5 °C. Le cumul annuel moyen de précipitations est de 1 350 mm, avec 11,8 jours de précipitations en janvier et 7,2 jours en juillet. Pour la période 1991-2020, la température moyenne annuelle observée sur la station météorologique la plus proche, située sur la commune de Laguiole à 9 km à vol d'oiseau, est de 8,9 °C et le cumul annuel moyen de précipitations est de 1 441,2 mm,. Pour l'avenir, les paramètres climatiques de la commune estimés pour 2050 selon différents scénarios d'émission de gaz à effet de serre sont consultables sur un site dédié publié par Météo-France en novembre 2022.

### Milieux naturels et biodiversité

#### Espaces protégés
La protection réglementaire est le mode d’intervention le plus fort pour préserver des espaces naturels remarquables et leur biodiversité associée.
Dans ce cadre, la commune fait partie d'un espace protégé, le Parc naturel régional de l'Aubrac, créé par décret le 23 mai 2018 et d'une superficie de 220 284 ha. Région rurale de moyenne montagne, l’Aubrac possède un patrimoine encore bien préservé. Son économie rurale, ses paysages, ses savoir-faire, son environnement et son patrimoine culturel reconnus n'en demeurent pas moins vulnérables et menacés et c'est à ce titre que cette zone a été protégée ,.
Un autre espace protégé est présent sur la commune : 
Les Tourbières d'Aubrac, une réserve biologique dirigée, d'une superficie de 413,3 ha.

#### Sites Natura 2000

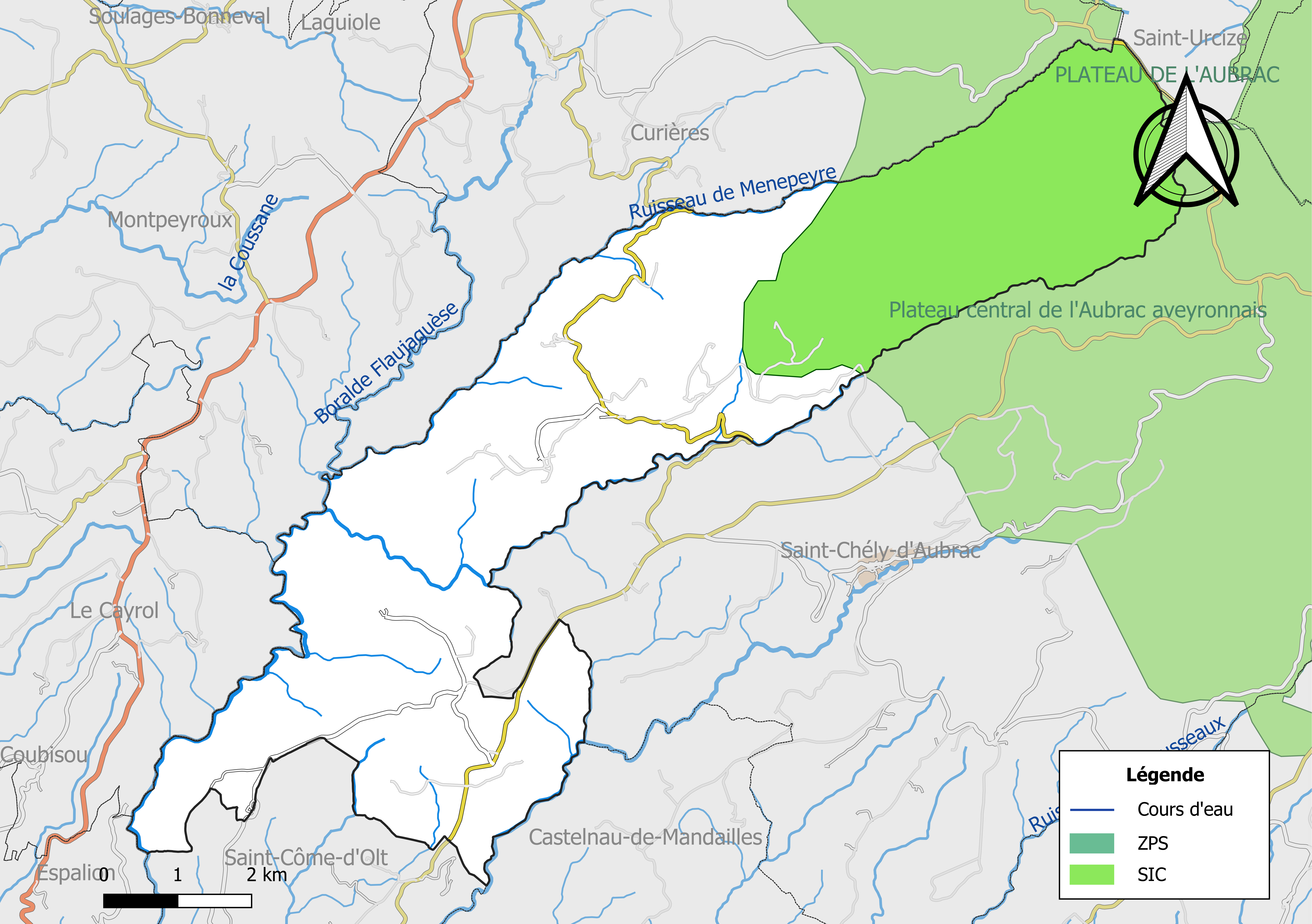
Sites Natura 2000 sur le territoire communal.

Le réseau Natura 2000 est un réseau écologique européen de sites naturels d’intérêt écologique élaboré à partir des Directives « Habitats » et « Oiseaux ». Ce réseau est constitué de Zones spéciales de conservation (ZSC) et de Zones de protection spéciale (ZPS). Dans les zones de ce réseau, les États Membres s'engagent à maintenir dans un état de conservation favorable les types d'habitats et d'espèces concernés, par le biais de mesures réglementaires, administratives ou contractuelles.
Un site Natura 2000 a été défini sur la commune au titre de la « directive Habitats » : 
Le « Plateau central de l'Aubrac aveyronnais », d'une superficie de 7 067 ha, est un ensemble des principales zones tourbeuses tourbières et landes de la partie occidentale du plateau de l'Aubrac, ainsi que des prairies et forêts montagnardes. Il s'agit de la seule station de Midi-Pyrénées pour la Ligulaire de Sibérie, ainsi que diverses espèces boréales des tourbières. La Loutre est également présente.

#### Zones naturelles d'intérêt écologique, faunistique et floristique
L’inventaire des zones naturelles d'intérêt écologique, faunistique et floristique (ZNIEFF) a pour objectif de réaliser une couverture des zones les plus intéressantes sur le plan écologique, essentiellement dans la perspective d’améliorer la connaissance du patrimoine naturel national et de fournir aux différents décideurs un outil d’aide à la prise en compte de l’environnement dans l’aménagement du territoire.
Le territoire communal de Condom-d'Aubrac comprend trois ZNIEFF de type 1, : 
- la « Boralde de Saint-Chély d'Aubrac » (1 600 ha), couvrant 4 communes du département[27]
- les « Gorges de la Boralde flaujaguèse » (414,3 ha), couvrant 3 communes du département[28];
- le « Plateau de l'Aubrac Aveyronnais » (11 613 ha), couvrant 17 communes dont 11 dans l'Aveyron, 4 dans le Cantal et 2 dans la Lozère[29]

et deux ZNIEFF de type 2, : 
- le « Vallon de la Boralde flaujaguèse et ses affluents » (2 341 ha), qui s'étend sur 7 communes de l'Aveyron[30];
- le « Versant occidental des monts d'Aubrac » (32 040 ha), couvrant 24 communes dont 17 dans l'Aveyron, 4 dans le Cantal et 3 dans la Lozère[31].

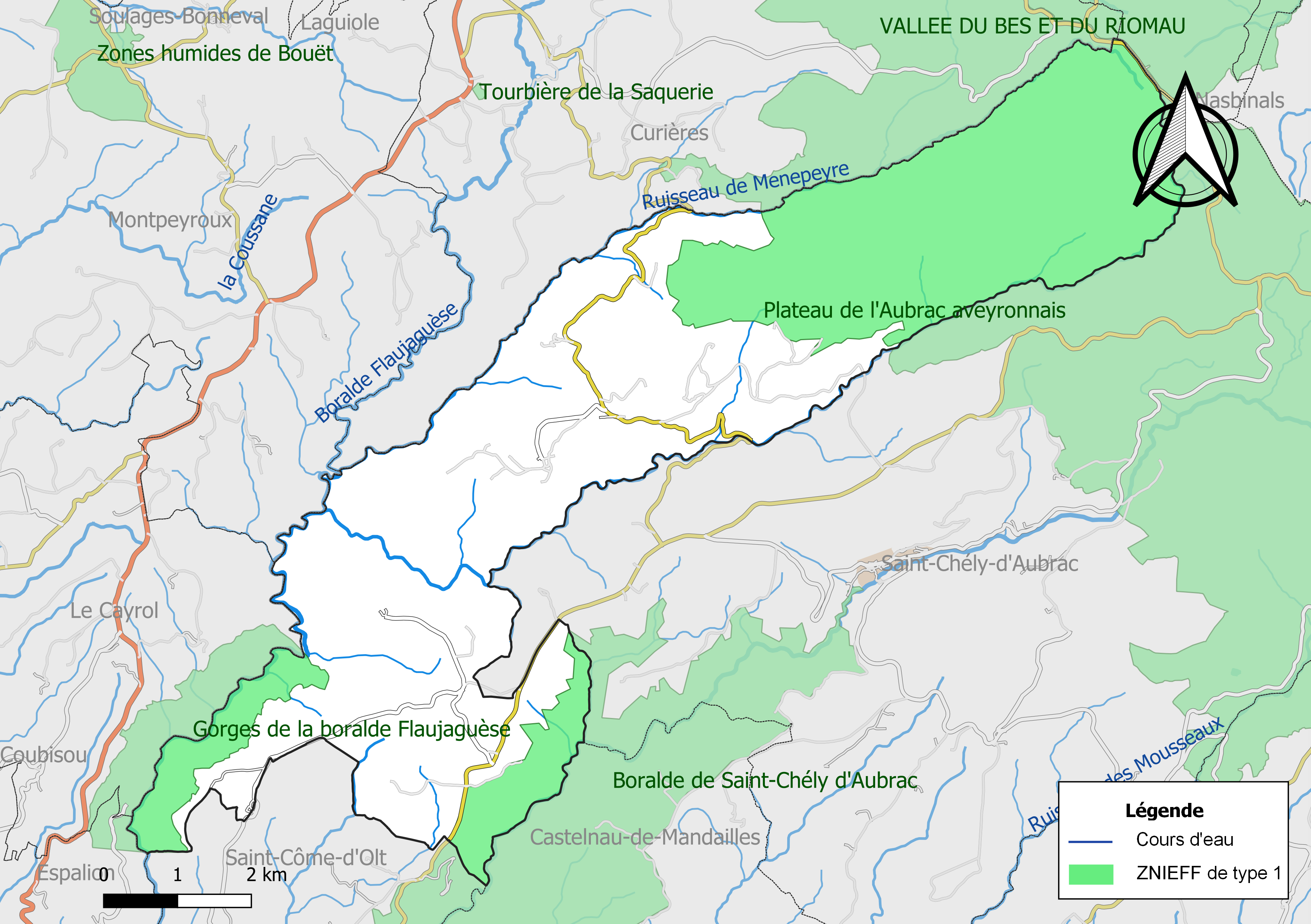
Carte des ZNIEFF de type 1 de la commune.
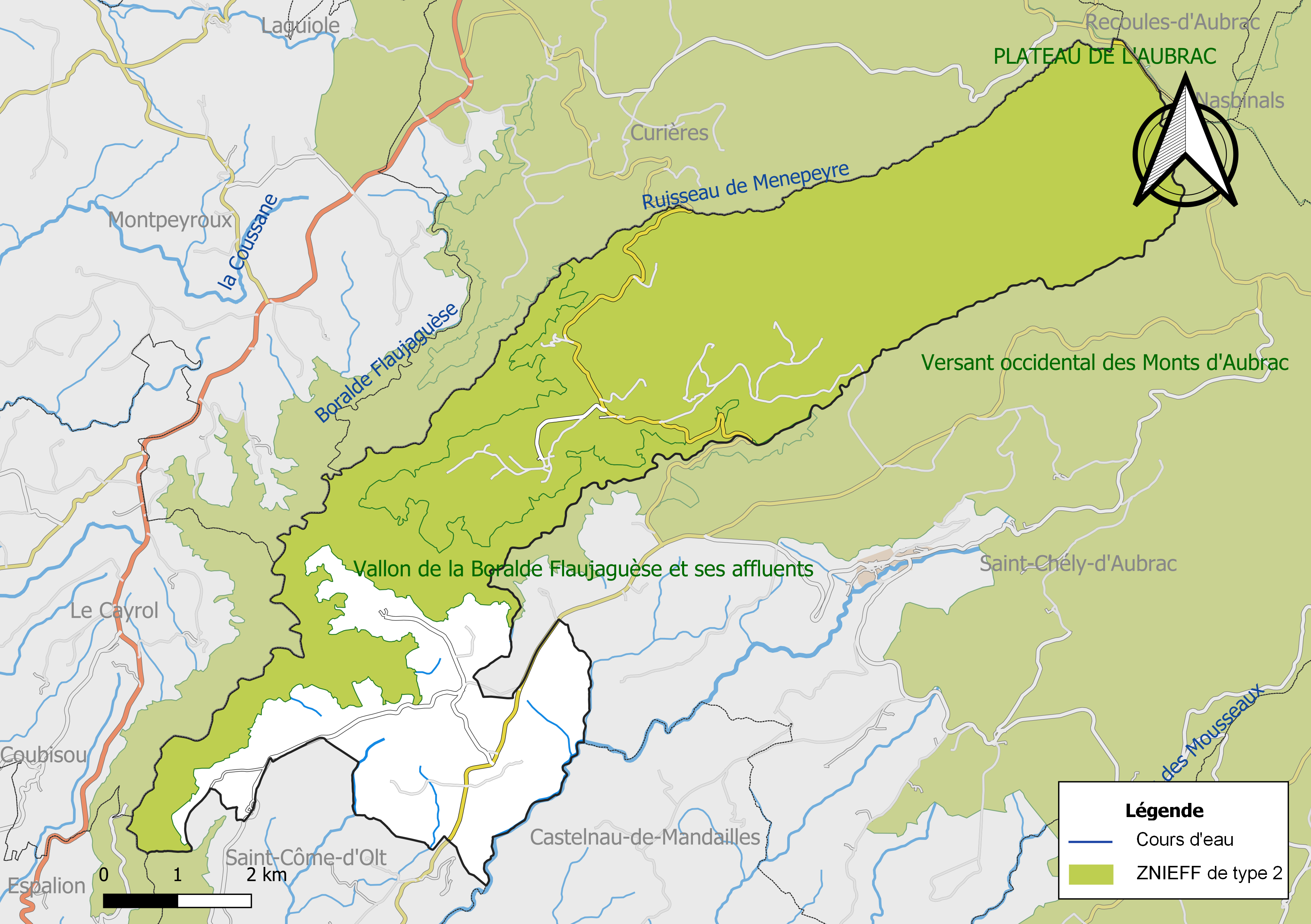
Carte des ZNIEFF de type 2 de la commune.

## Urbanisme

### Typologie
Au 1er janvier 2024, Condom-d'Aubrac est catégorisée commune rurale à habitat très dispersé, selon la nouvelle grille communale de densité à 7 niveaux définie par l'Insee en 2022.
Elle est située hors unité urbaine et hors attraction des villes,.

### Occupation des sols

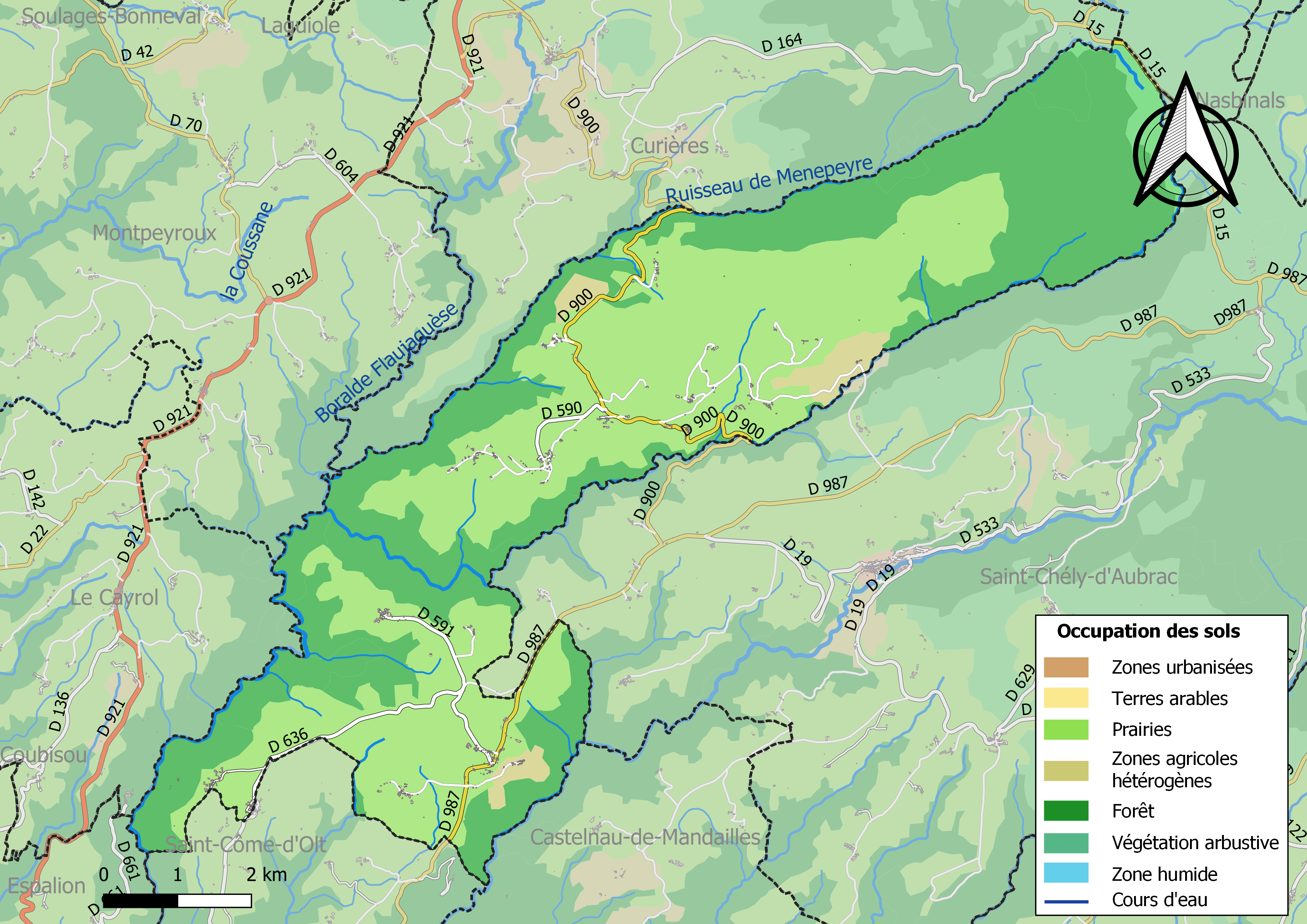
Infrastructures et occupation des sols de la commune de Condom-d'Aubrac.

L'occupation des sols de la commune, telle qu'elle ressort de la base de données européenne d’occupation biophysique des sols Corine Land Cover (CLC), est marquée par l'importance des territoires agricoles (53,1 % en 2018), en augmentation par rapport à 1990 (29,7 %). La répartition détaillée en 2018 est la suivante : 
prairies (50,4 %), forêts (45,1 %), zones agricoles hétérogènes (2,7 %), milieux à végétation arbustive et/ou herbacée (1,7 %).

### Planification
La commune disposait en 2017 d'une carte communale approuvée et un plan local d'urbanisme était en élaboration.

### Risques majeurs
Le territoire de la commune de Condom-d'Aubrac est vulnérable à différents aléas naturels : climatiques (hiver exceptionnel ou canicule), feux de forêts et séisme (sismicité faible).
Il est également exposé à un risque technologique, le transport de matières dangereuses, et à un risque particulier, le risque radon,.

#### Risques naturels
Le Plan départemental de protection des forêts contre les incendies découpe le département de l’Aveyron en sept « bassins de risque » et définit une sensibilité des communes à l’aléa feux de forêt (de faible à très forte). La commune est classée en sensibilité faible.
Les mouvements de terrains susceptibles de se produire sur la commune sont soit des mouvements liés au retrait-gonflement des argiles, soit des effondrements liés à des cavités souterraines. Le phénomène de retrait-gonflement des argiles est la conséquence d'un changement d'humidité des sols argileux. Les argiles sont capables de fixer l'eau disponible mais aussi de la perdre en se rétractant en cas de sécheresse. Ce phénomène peut provoquer des dégâts très importants sur les constructions (fissures, déformations des ouvertures) pouvant rendre inhabitables certains locaux. La carte de zonage de cet aléa peut être consultée sur le site de l'observatoire national des risques naturels Géorisques. Une autre carte permet de prendre connaissance des cavités souterraines localisées sur la commune.

#### Risques technologiques
Le risque de transport de matières dangereuses sur la commune est lié à sa traversée par une route à fort trafic. Un accident se produisant sur une telle infrastructure est en effet susceptible d’avoir des effets graves au bâti ou aux personnes jusqu’à 350 m, selon la nature du matériau transporté. Des dispositions d’urbanisme peuvent être préconisées en conséquence.

#### Risque particulier
Dans plusieurs parties du territoire national, le radon, accumulé dans certains logements ou autres locaux, peut constituer une source significative d’exposition de la population aux rayonnements ionisants. Toutes les communes du département sont concernées par le risque radon à un niveau plus ou moins élevé. La commune de Condom-d'Aubrac est classée à risque faible avec facteurs géologiques.

## Toponymie
C'est de sa position en amont du confluent que procède le toponyme Condom, dérivé des éléments celtes (gaulois) condate  et mago- d'où Condatomagus : « marché ou champ du confluent ».

## Histoire
L'histoire de Condom-d'Aubrac fut parallèle et complémentaire à celle de Saint-Chély-d'Aubrac. Son évolution fut liée à l'activité de la Dômerie d’Aubrac et de ses moines, du Moyen Âge à la Révolution française.

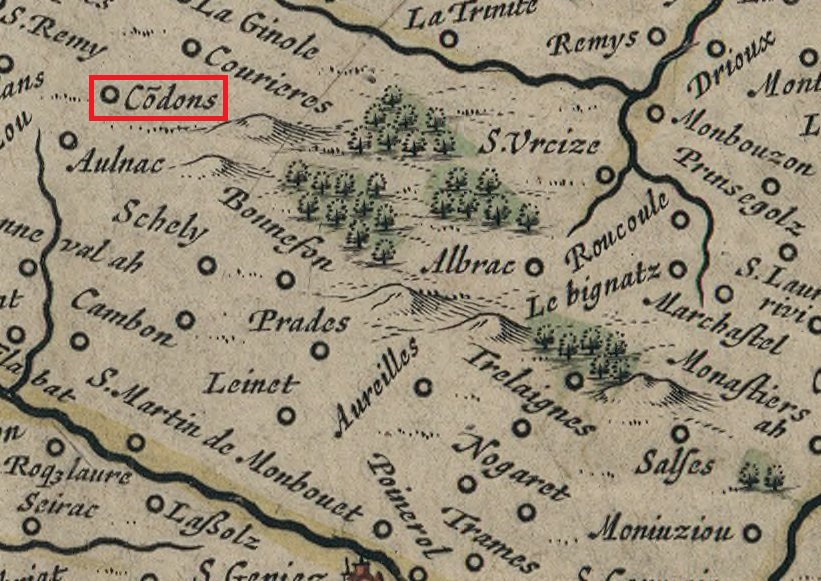
Extrait de carte de Blaeuw (XVIIe siècle)

- 1790-1794 : Condom absorbe Le Serre.
- 1837 : Condom absorbe Aunac.
- 1919 : Condom prend le nom de Condom-d'Aubrac.

## Politique et administration

### Découpage territorial
La commune de Condom-d'Aubrac est membre de la communauté de communes Aubrac, Carladez et Viadène, un établissement public de coopération intercommunale (EPCI) à fiscalité propre créé le 1er janvier 2017 dont le siège est à Laguiole. Ce dernier est par ailleurs membre d'autres groupements intercommunaux.
Sur le plan administratif, elle est rattachée à l'arrondissement de Rodez, au département de l'Aveyron et à la région Occitanie. Sur le plan électoral, elle dépend du  canton d'Aubrac et Carladez pour l'élection des conseillers départementaux, depuis le redécoupage cantonal de 2014 entré en vigueur en 2015, et de la première circonscription de l'Aveyron  pour les élections législatives, depuis le dernier découpage électoral de 2010.

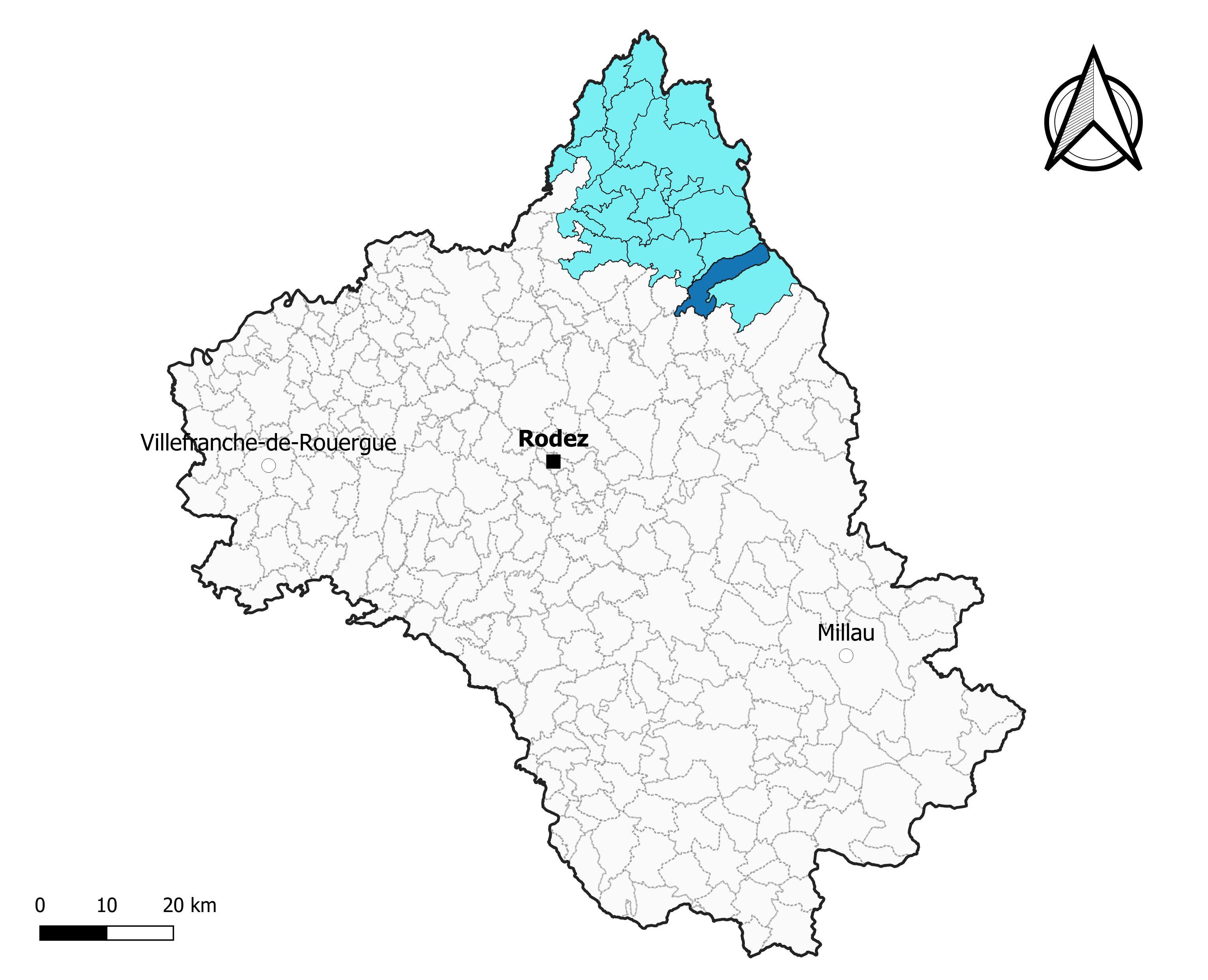
Condom-d'Aubrac dans l'intercommunalité en 2020[Note 4].
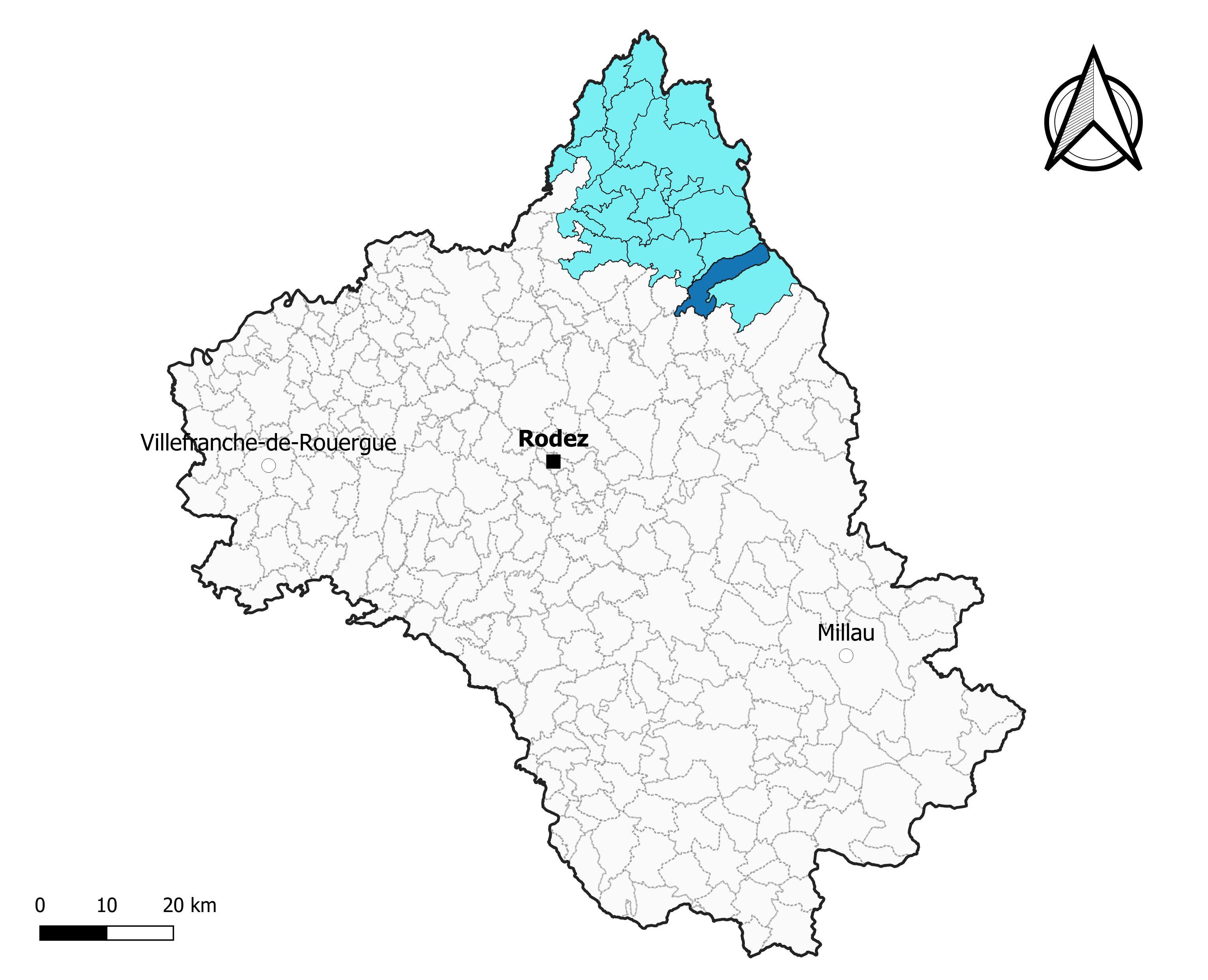
Condom-d'Aubrac dans le canton d'Aubrac et Carladez en 2020.
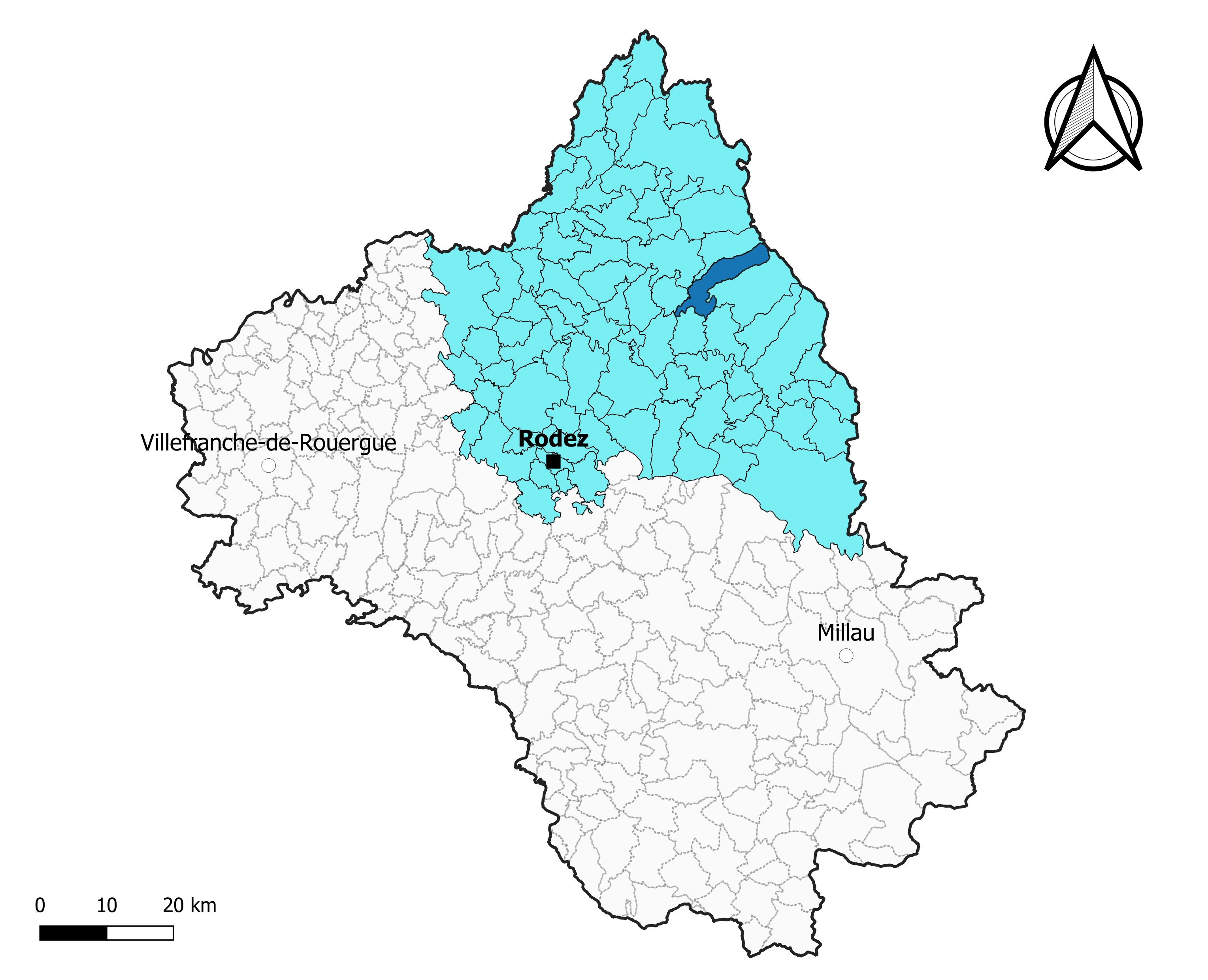
Condom-d'Aubrac dans l'arrondissement de Rodez en 2020.

### Élections municipales et communautaires

#### Élections de 2020
Le conseil municipal de Condom-d'Aubrac, commune de moins de 1 000 habitants, est élu au scrutin majoritaire plurinominal à deux tours avec candidatures isolées ou groupées et possibilité de panachage. Compte tenu de la population communale, le nombre de sièges à pourvoir lors des élections municipales de 2020 est de 11. La totalité des onze candidats en lice est élue dès le premier tour, le 15 mars 2020, avec un taux de participation de 64,03 %.
Geneviève Gasq-Barès est élue nouvelle maire de la commune le 28 mai 2020.
Dans les communes de moins de 1 000 habitants, les conseillers communautaires sont désignés parmi les conseillers municipaux élus en suivant l’ordre du tableau (maire, adjoints puis conseillers municipaux) et dans la limite du nombre de sièges attribués à la commune au sein du conseil communautaire. Un siège est attribué à la commune au sein de la communauté de communes Aubrac, Carladez et Viadène.

#### Liste des maires
| Période                                  | Période  | Identité              | Étiquette | Qualité                           |
| ---------------------------------------- | -------- | --------------------- | --------- | --------------------------------- |
| mars 1995                                | mai 2020 | Geneviève Gasq-Bares  |           | Fonctionnaire de catégorie B      |
| mai 2020                                 | En cours | Geneviève Gasq-Barès, |           | Ancienne profession intermédiaire |
| Les données manquantes sont à compléter. |          |                       |           |                                   |

## Population et société

### Démographie
L'évolution du nombre d'habitants est connue à travers les recensements de la population effectués dans la commune depuis 1793. Pour les communes de moins de 10 000 habitants, une enquête de recensement portant sur toute la population est réalisée tous les cinq ans, les populations de référence des années intermédiaires étant quant à elles estimées par interpolation ou extrapolation. Pour la commune, le premier recensement exhaustif entrant dans le cadre du nouveau dispositif a été réalisé en 2005.

En 2022, la commune comptait 289 habitants, en évolution de −3,67 % par rapport à 2016 (Aveyron : +0,37 %, France hors Mayotte : +2,11 %).
| 1793 | 1800 | 1841  | 1846  | 1851  | 1856 | 1861 | 1866 | 1872  |
| ---- | ---- | ----- | ----- | ----- | ---- | ---- | ---- | ----- |
| 570  | 778  | 1 164 | 1 162 | 1 034 | 967  | 951  | 989  | 1 067 |

| 1876  | 1881  | 1886  | 1891  | 1896 | 1901 | 1906 | 1911 | 1921 |
| ----- | ----- | ----- | ----- | ---- | ---- | ---- | ---- | ---- |
| 1 252 | 1 137 | 1 041 | 1 048 | 948  | 860  | 942  | 776  | 668  |

| 1926 | 1931 | 1936 | 1946 | 1954 | 1962 | 1968 | 1975 | 1982 |
| ---- | ---- | ---- | ---- | ---- | ---- | ---- | ---- | ---- |
| 619  | 610  | 588  | 577  | 509  | 512  | 471  | 382  | 336  |

| 1990 | 1999 | 2005 | 2006 | 2010 | 2015 | 2020 | 2022 | - |
| ---- | ---- | ---- | ---- | ---- | ---- | ---- | ---- | - |
| 349  | 349  | 319  | 317  | 315  | 302  | 292  | 289  | - |

## Économie

### Revenus
En 2018  (données Insee publiées en septembre 2021), la commune compte 125 ménages fiscaux, regroupant 282 personnes. La médiane du revenu disponible par unité de consommation est de 18 370 € (20 640 € dans le département).

### Emploi
| Division       | 2008  | 2013  | 2018  |
| -------------- | ----- | ----- | ----- |
| Commune        | 3,3 % | 4,5 % | 6 %   |
| Département    | 5,4 % | 7,1 % | 7,1 % |
| France entière | 8,3 % | 10 %  | 10 %  |

En 2018, la population âgée de 15 à 64 ans s'élève à 171 personnes, parmi lesquelles on compte 76,8 % d'actifs (70,8 % ayant un emploi et 6 % de chômeurs) et 23,2 % d'inactifs,. Depuis 2008, le taux de chômage communal (au sens du recensement) des 15-64 ans est inférieur à celui de la France et du département.
La commune est hors attraction des villes,. Elle compte 63 emplois en 2018, contre 73 en 2013 et 72 en 2008. Le nombre d'actifs ayant un emploi résidant dans la commune est de 134, soit un indicateur de concentration d'emploi de 47,2 % et un taux d'activité parmi les 15 ans ou plus de 53,2 %.
Sur ces 134 actifs de 15 ans ou plus ayant un emploi, 57 travaillent dans la commune, soit 43 % des habitants. Pour se rendre au travail, 77,1 % des habitants utilisent un véhicule personnel ou de fonction à quatre roues, 0,8 % les transports en commun, 6,9 % s'y rendent en deux-roues, à vélo ou à pied et 15,3 % n'ont pas besoin de transport (travail au domicile).

### Activités hors agriculture
10 établissements sont implantés  à Condom-d'Aubrac au 31 décembre 2019.
Le secteur de la construction est prépondérant sur la commune puisqu'il représente 40 % du nombre total d'établissements de la commune (4 sur les 10 entreprises implantées  à Condom-d'Aubrac), contre 13 % au niveau départemental.

### Agriculture
La commune est dans l'Aubrac, une petite région agricole occupant le nord du département de l'Aveyron. En 2020, l'orientation technico-économique de l'agriculture  sur la commune est l'élevage de bovins, pour la viande.
|               | 1988  | 2000  | 2010  | 2020  |
| ------------- | ----- | ----- | ----- | ----- |
| Exploitations | 81    | 64    | 46    | 37    |
| SAU (ha)      | 2 634 | 3 097 | 2 565 | 2 600 |

Le nombre d'exploitations agricoles en activité et ayant leur siège dans la commune est passé de 81 lors du recensement agricole de 1988  à 64 en 2000 puis à 46 en 2010 et enfin à 37 en 2020, soit une baisse de 54 % en 32 ans. Le même mouvement est observé à l'échelle du département qui a perdu pendant cette période 51 % de ses exploitations,. La surface agricole utilisée sur la commune a également diminué, passant de 2 634 ha en 1988 à 2 600 ha en 2020. Parallèlement la surface agricole utilisée moyenne par exploitation a augmenté, passant de 33 à 70 ha.

## Culture locale et patrimoine

### Lieux et monuments
- Église Notre-Dame-du-Mont-Carmel de Salgues dédiée à Notre-Dame du Mont Carmel.
- Église de l'Assomption de Condom-d'Aubrac.
- Église Saint-Pierre d'Aunac.

- Moulin de Terral.

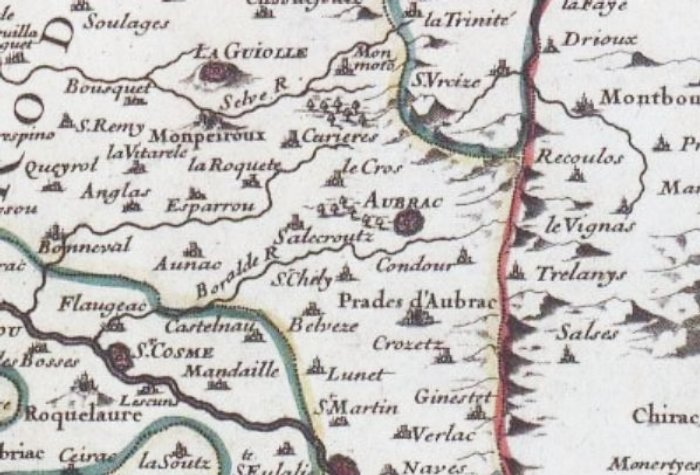
carte du XVIIe siècle des environs d'Aubrac

- Montagne des Enguilhens. Deux burons communaux sont mis à la location pour l’hébergement et des activités. Les deux burons sont gérés par l’association : Burons des 4 frères[64].

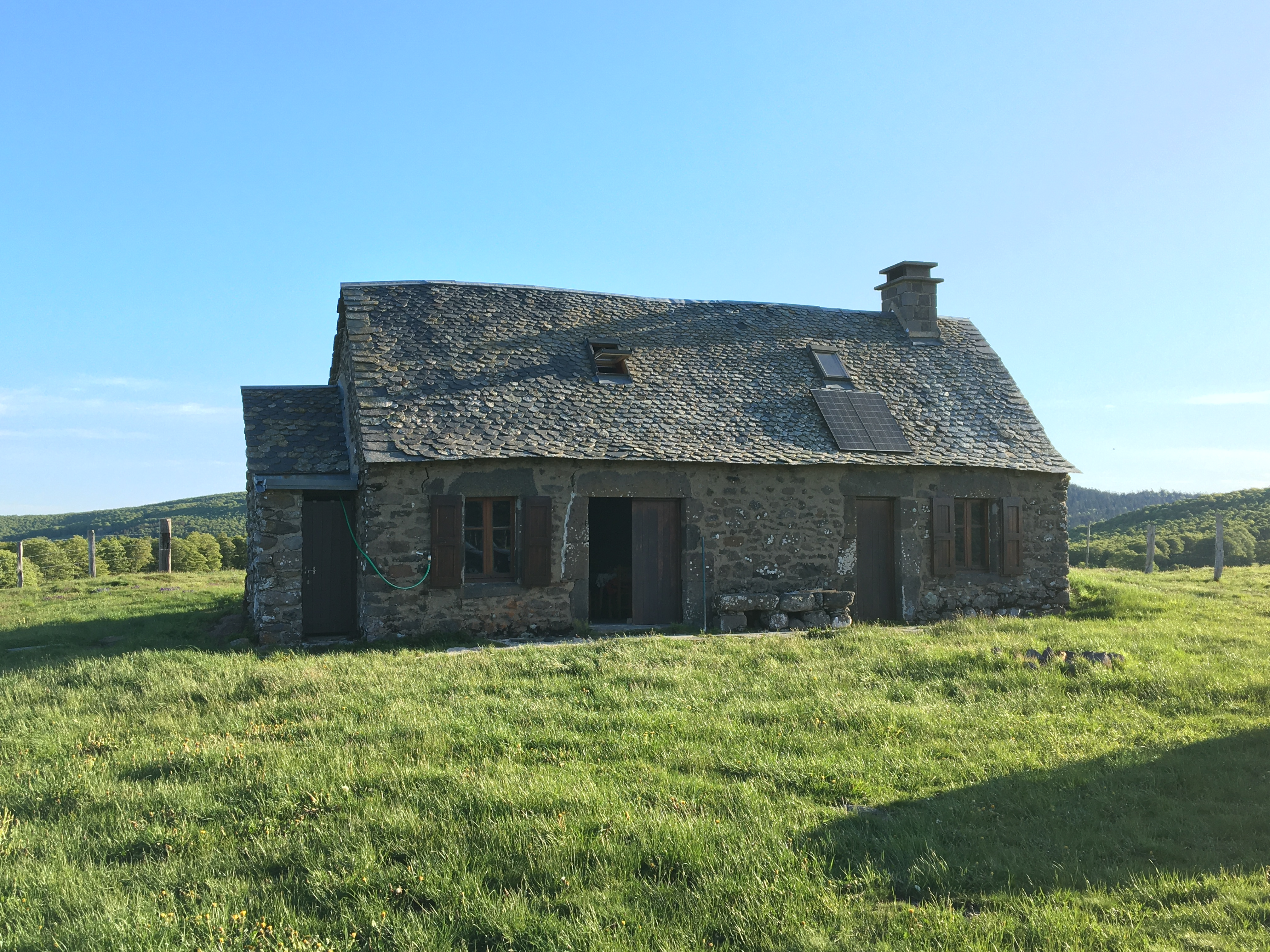
Photo du petit buron des Enguilhens géré par l’association Burons des 4 frères

- Maquis Roland : histoire et lieux d'activité.
- Maquettes d'une ferme du Moyen Âge au musée Mille ans de traces en Aubrac.

### Héraldique
| Blason de Condom-d'Aubrac | Blason  | D’argent à un pairle d’azur chargé de trois léopards lionnés et une gerbe de blé en cœur, le tout d’or, le pairle accosté de deux cloches de sable. |
| Blason de Condom-d'Aubrac | Détails | L’argent, l’azur et les léopards lionnés proviennent des armes de la famille de Laparra, seigneur au château de Salgues. Le blason exact est D’argent à une fasce d’azur chargé de trois léopards lionnés d’or, accompagné en pointe d’un lion léopardé de gueules. La reprise intégrale des blasons de famille étant interdite pour les municipalités, il suffit d’en emprunter un ou plusieurs éléments. La fasce est remplacée par le pairle qui traduit la première partie du nom de Condom, en symbolisant le confluent de plusieurs boraldes. La gerbe de blé traduit la dernière partie du nom en représentant le marché. Les cloches symbolisent la domerie d’Aubrac, édifiée pour assurer le secours et l’hébergement des pèlerins de Saint-Jacques-de-Compostelle. Les ornements sont deux taureaux de la race Aubrac de sable qui honorent l’élevage et indiquent que le village est inscrit dans le périmètre de ce territoire en cours de préservation. Ils sont posés sur une prairie herbeuse de sinople qui symbolise les pâturages et la polyculture du village. Le listel d'argent porte le nom de la commune en lettres majuscules de sable. La couronne de tours dit que l’écu est celui d’une commune ; elle n’a rien à voir avec des fortifications. Le statut officiel du blason reste à déterminer. |